# قورباغه
قورباغه‌ها و وزغ‌ها، رایج‌ترین دوزیستان جهان از راستهٔ بی‌دمان یا بی‌دم‌سانان هستند. نوع بالغ قورباغه‌ها عموماً بدون دم و چمباته‌زده هستند، آن‌ها پاهای بلند عقب برای پریدن و زبان بلند چسبناک برای گرفتن طعمه دارند. معمولاً قورباغه‌ها بدن نرم و مرطوب دارند و در نزدیکی آب‌ها زندگی می‌کنند. وزغها اما پوست خشک و زگیل مانند دارند و عمدتاً روی خشکی زندگی می‌کنند.

## نام‌ها
قورباغه، غوک یا چغز و به فارسی افغانستان بقه جانوری است دوزیست از راسته بی‌دمان (نام علمی: Anura). به قورباغه درختی «داروک» گفته می‌شود. احتمالاً نام‌های وک، غوک، وزغ، و حتی بقه از یک ریشه هستند.

## زادآوری
قورباغه‌ها و وزغها هر ساله به محل تولید مثل (محل تولد) خود بازمی‌گردند. عموماً نرها زودتر از ماده‌ها به آبگیرها می‌رسند و محدوده جفت‌گیری خود را مشخص کرده و گودال عمیقی را حفر می‌کنند. هنگامی که ماده‌ها به محل می‌رسند، نرها به‌وسیله شعرخوانی و آوازهای مخصوص آن‌ها را به درون آبگیر دعوت می‌کنند. در صورتی که ماده‌ها به آواز نرها جواب بدهند، نرها به‌وسیله پاهای جلویی آن‌ها را می‌گیرند. وقتی ماده‌ها تخم‌ریزی می‌کنند، نرها به‌وسیله اسپرم‌های درجه یک تخمک‌ها را بارور می‌کنند.
تقریباً در تمام قورباغه‌ها، عمل بارور کردن تخم به جای داخل بدن، در خارج از بدن قورباغه ماده رخ می‌دهد. قورباغهٔ ماده تخم‌های خود را آزاد می‌کند و قورباغه نر اسپرم خود را در همان لحظه آزاد می‌کند.
برای این که مطمئن شوند که اسپرم‌ها به تخم‌ها می‌رسد، قورباغه نر و ماده در حالتی شبیه به تولیدمثل قرار می‌گیرند که آن را آغوش‌گیری (amplexus) می‌نامند که این نام لاتین واژهٔ embrace به معنای در آغوش گرفت است. قورباغه نر بر پشت قورباغه ماده سوار می‌شود و پاهای خود را دور ماده قلاب می‌کند. قورباغه‌ها می‌توانند ساعت‌ها یا حتی چند روز در حالت آمپلکسوس بمانند تا ماده تخم‌های خود را چه کم به تعداد یکی یا زیاد به تعداد صدها تخم، آزاد کند.

## قورباغه درختی یا داروک

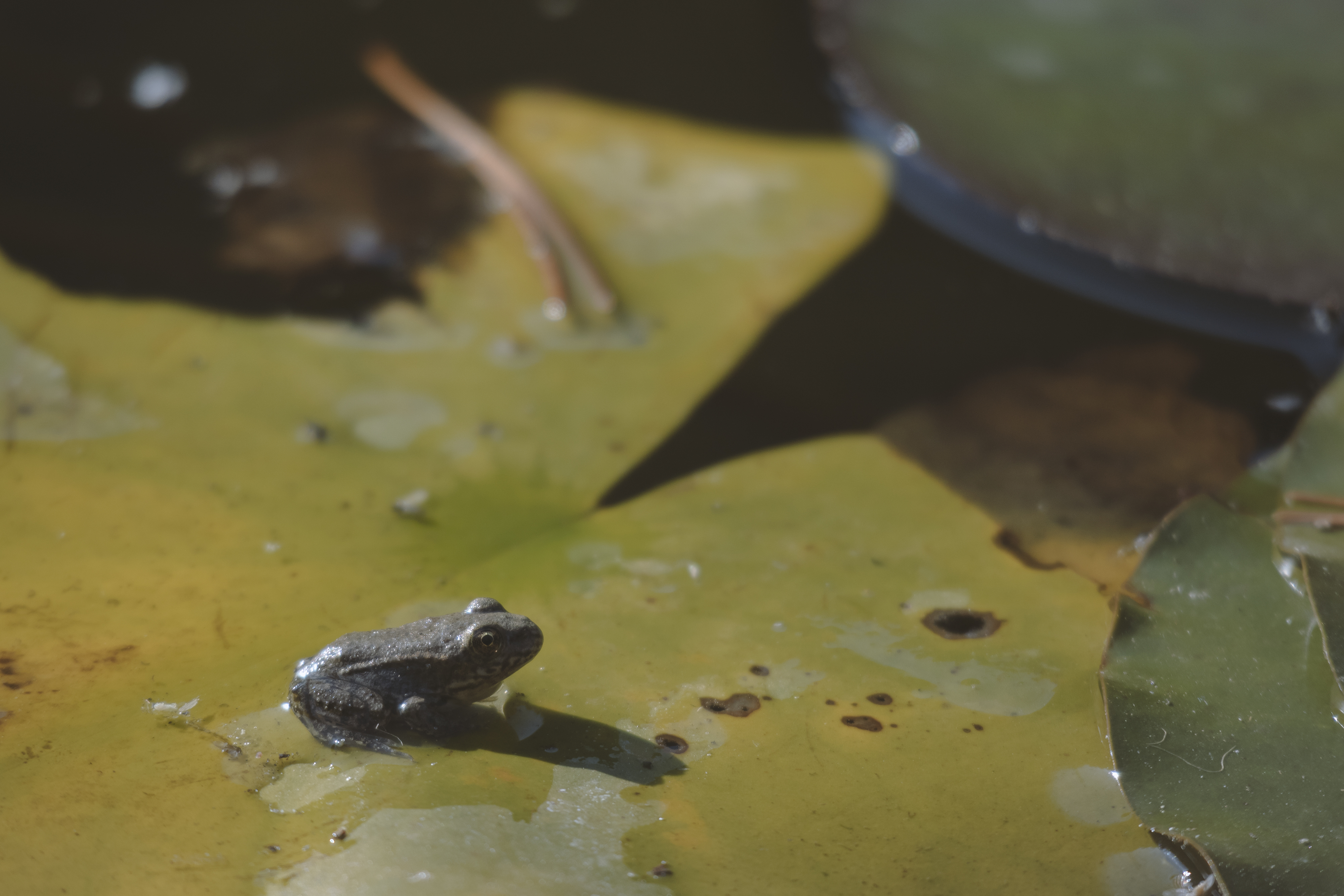
یک قورباغه در آبگیر باغ بوتانیکال تفلیس پایتخت گرجستان

بعضی از قورباغه‌های مناطق گرم با زندگی روی درختان و بوته‌ها و دکل‌های برق سازگاری پیدا کرده‌اند. بعضی از گونه‌ها هرگز درختان را ترک نمی‌کنند و حتی روی درختان، تولید مثل می‌کنند و اگر حتی برای چند ثانیه از درخت جدا شوند بلافاصله می‌میرند. بیشتر داروک‌ها دارای انگشتان بلند و دست و پا هستند که روی آن‌ها صفحه‌های چسبناکی برای گرفتن شاخه‌ها و برگ‌های نرم وجود دارد. بعضی از داروک‌ها با استفاده از انگشتان پرده‌دارشان که به عنوان بال پرواز به کار می‌برند، از این درخت به آن درخت می‌پرند. این قورباغه درختی جنگل‌های بارانی آمریکای مرکزی، یک قورباغه پرنده است که از این درخت می‌پرد. او در حالی که روی شاخه‌ها راه می‌رود، حشرات را شکار می‌کند.

## دانستنی‌ها

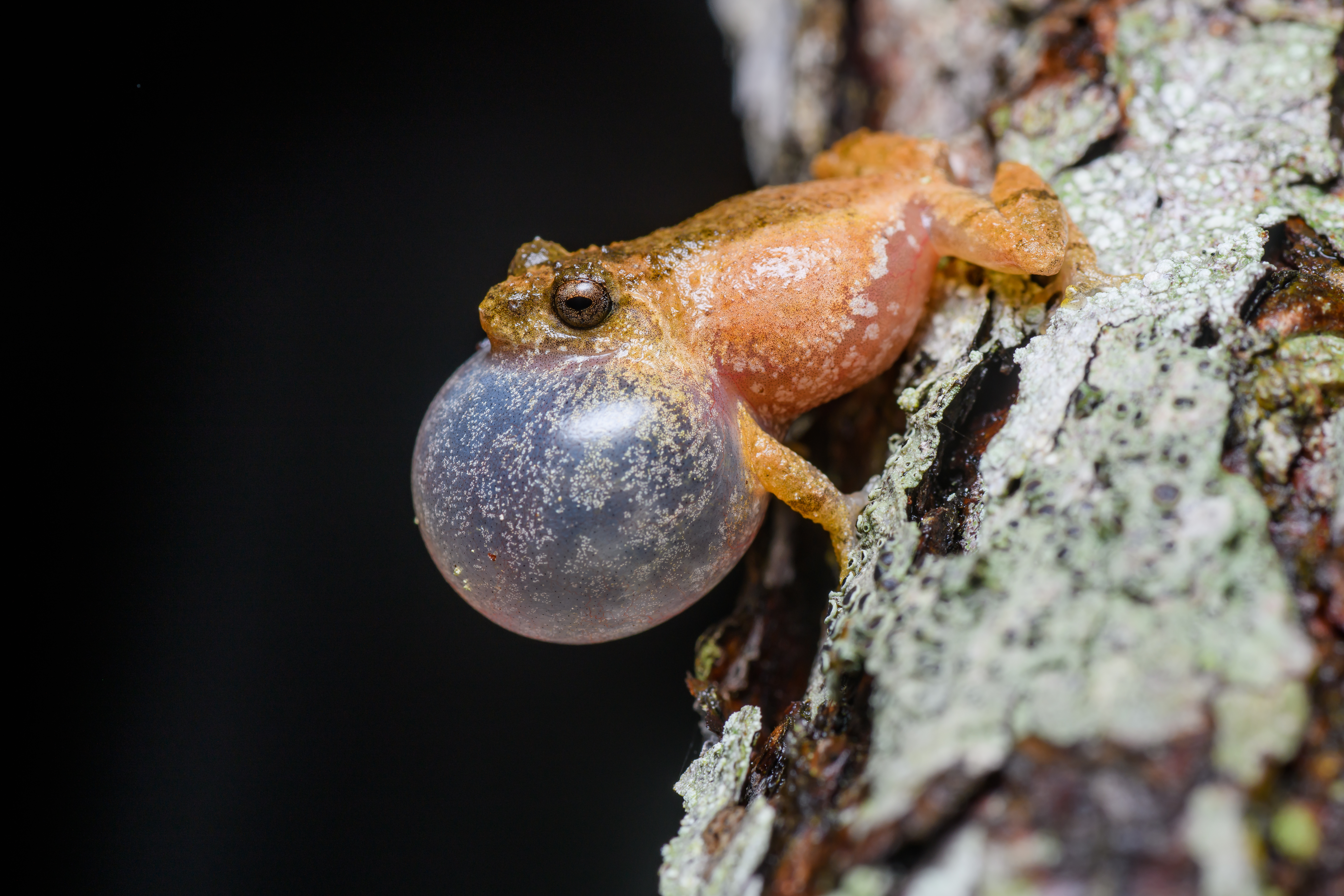
جثه برخی از گونه‌های قورباغه بسیار کوچک است؛ مثلاً قورباغه جیرجیرکی فقط ۲۳ میلی‌متر طول دارد.

وزغ نیزار متعلق به آمریکای مرکزی و جنوبی در سال ۱۹۳۵ برای کنترل سوسک‌های نیشکر که آفت ساقه‌های نیشکر هستند، به نواحی شمال‌شرقی استرالیا برده شده. متأسفانه وزغ نیزار در محیط زیست خود بیش از حد سازگاری پیدا کرد. این وزغ به سرعت افزایش پیدا کرد و تعداد بیشماری از گونه‌های حشرات محلی و حیوانات استرالیا را خورد. بعضی از این گونه‌ها در حال حاضر در معرض خطر قرار دارند. این وزغ به دلیل سمی بودن و غیرقابل خورده شدن، شکارچیان کمی دارد.
نمونهٔ خاصی از قورباغه که شش ندارند نیز در اندونزی یافت شده است.

## پراکندگی و وضعیت بقا

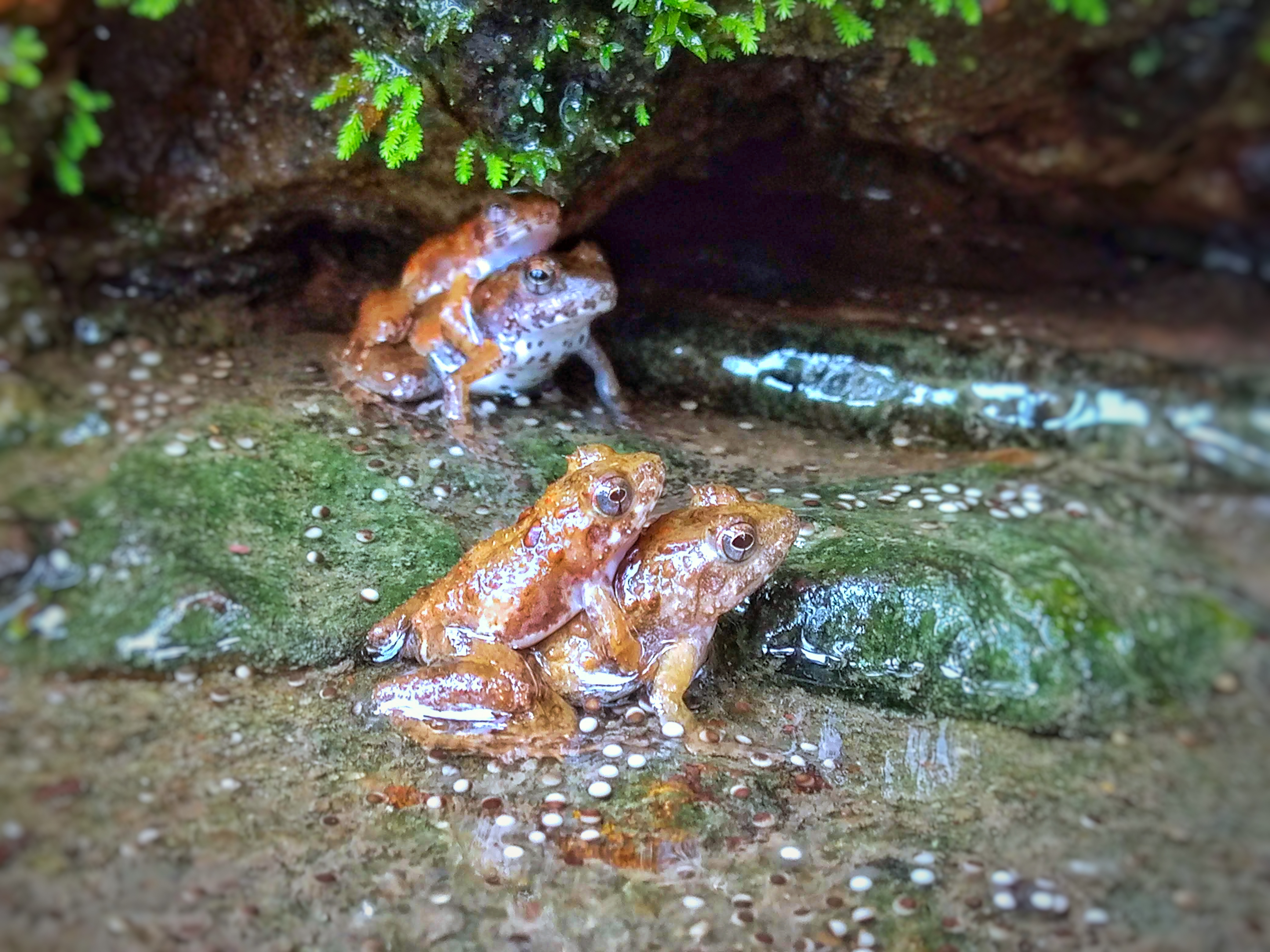
جفت‌گیری قورباغه‌ها

در اغلب مناطق جهان زیستگاه قورباغه‌ها گسترده شده است، بااین‌حال آن‌ها در قطب جنوب و و در بسیاری از جزایر اقیانوسی حضور ندارند. با توجه به ساختار و نیاز پوست قورباغه‌ها، بزرگ‌ترین تنوع آن‌ها را می‌توان در در مناطق گرمسیری جهان، جایی که آب به آسانی در دسترس است، یافت.

## انجماد

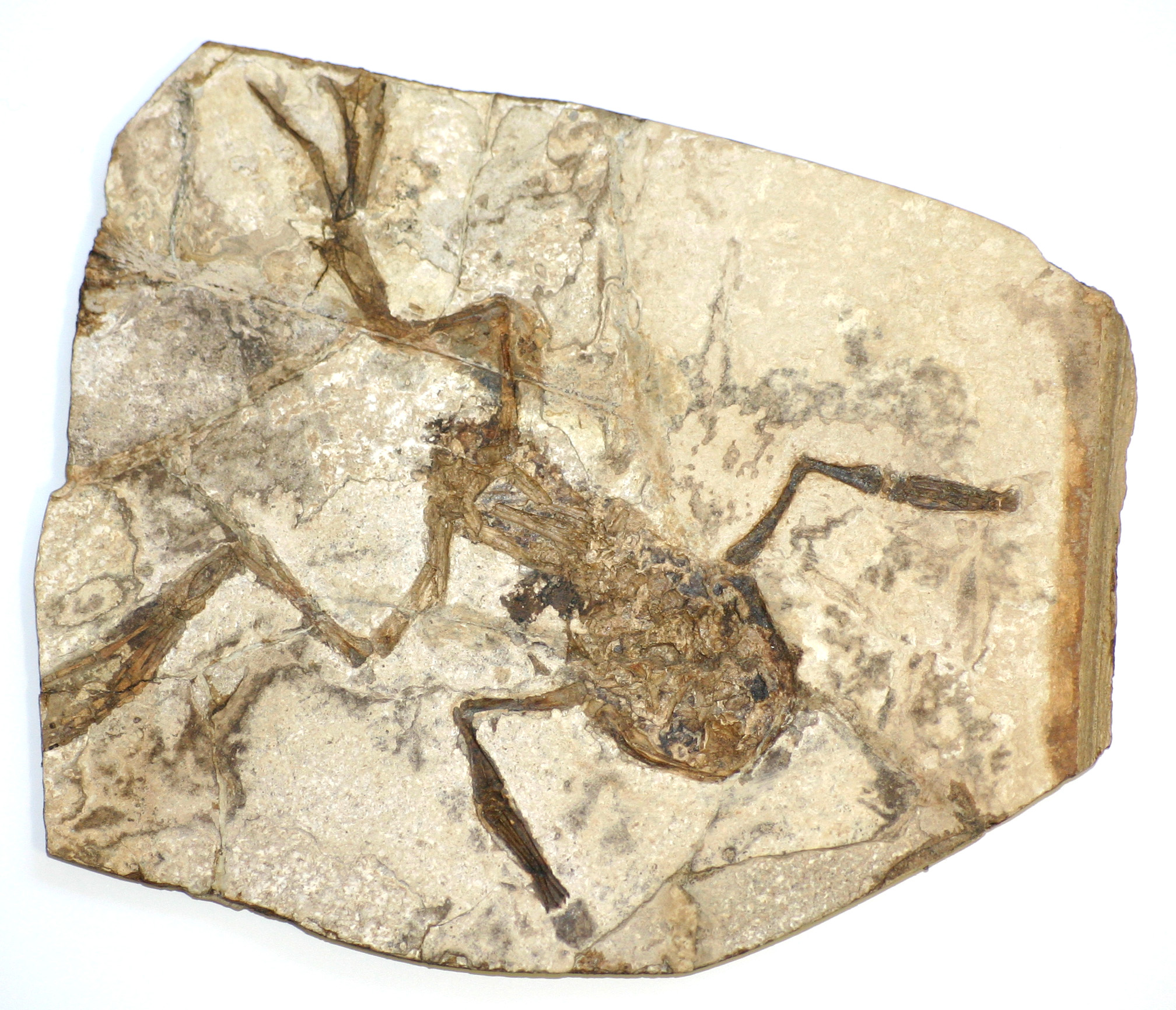
سنگواره یک قورباغه که احتمال می‌رود Palaeobatrachus gigas باشد.

برخی از گونه‌های قورباغه دارای مواد ضدیخ در خون خود هستند به‌طوری‌که با آغاز زمستان و پایین آمدن دما بدنشان منجمد می‌گردد و با فرارسیدن بهار بدن یخ زده‌شان دوباره احیاء می‌شود و قورباغه به حیات خود ادامه می‌دهد.

## کاربرد در کشاورزی و تحقیقات
قورباغه‌ها به صورت تجاری برای اهداف مختلفی مورد استفاده قرار می‌گیرند. همچنین قورباغه‌ها به عنوان یک منبع غذایی استفاده می‌شوند؛ پای قورباغه در کشورهای چین، فرانسه، اندونزی، فیلیپین، شمال یونان و در بسیاری از مناطق آمریکای جنوبی، به ویژه لوئیزیانا یک خوراک به حساب می‌آید.

## قورباغه‌های ایران
ایران با دارا بودن زیستگاه‌های متنوع از جنگل‌های شمال تا مناطق خشک مرکزی و جنوب، میزبان گونه‌های مختلفی از قورباغه‌هاست. این دوزیستان نقش مهمی در اکوسیستم‌های آبی و خشکی دارند و برخی از آن‌ها در فرهنگ و ادبیات ایرانی نیز جایگاه ویژه‌ای دارند. 

۱. قورباغه پادراز ایرانی (Rana macrocnemis)
ویژگی‌های ظاهری: دارای خطوط تیره و روشن روی پشت، پاهای بلند و رنگ بدن قهوه‌ای یا سبز زیتونی با لکه‌های تیره. سطح زیرین پاهای عقبی قرمز است 1.
زیستگاه: استان‌های شمال غربی، مازندران، گیلان و مناطق مرکزی ایران.
رفتار: در بهار و تابستان کمتر در آب می‌ماند و برای تنفس به سطح آب می‌آید. از حشرات، کرم‌ها و حلزون‌ها تغذیه می‌کند.
وضعیت حفاظتی: در فهرست قرمز IUCN با وضعیت "کمترین نگرانی" (LC) قرار دارد، اما جمعیت آن در حال کاهش است.

۲. قورباغه درختی (Hyla savignyi)
ویژگی‌های ظاهری: کوچک‌ترین قورباغه ایران (حدود ۵ سانتیمتر)، با توانایی تغییر رنگ از سبز به قهوه‌ای برای استتار. دارای انگشتان چسبنده برای بالا رفتن از درختان.
زیستگاه: جنگل‌های شمال، استان‌های غربی و برخی مناطق جنوبی مانند خوزستان و فارس.
رفتار: شب‌فعال و کم‌تحرک، معمولاً روی برگ‌های پهن درختان می‌نشیند و از حشرات تغذیه می‌کند.
فرهنگ و باورها: در مازندران با نام "داروگ" شناخته می‌شود و در شعر نیما یوشیج به عنوان "قاصد روزان ابری" توصیف شده است. برخی معتقدند صدای آن نوید باران است .
۳. قورباغه مانداب (Pelophylax ridibundus)
ویژگی‌های ظاهری: اندازه متوسط (تا ۱۵ سانتیمتر)، رنگ سبز یا قهوه‌ای با لکه‌های تیره. پرده‌های شنای بزرگ در پاهای عقبی دارد.
زیستگاه: تالاب‌ها، رودخانه‌ها و مناطق پرآب در سراسر ایران.
رفتار: بسیار اجتماعی و پرسر و صدا، به ویژه در فصل جفت‌گیری. از حشرات، ماهی‌های کوچک و حتی قورباغه‌های دیگر تغذیه می‌کند.
۴. قورباغه بلوچی (Microhyla baluchica)
ویژگی‌های ظاهری: اندازه بسیار کوچک (حدود ۳ سانتیمتر)، رنگ خاکستری یا قهوه‌ای روشن با طرح‌های نامنظم.
زیستگاه: مناطق خشک جنوب شرقی ایران، به ویژه سیستان و بلوچستان.
وضعیت حفاظتی: اطلاعات کمی درباره جمعیت آن وجود دارد، اما به دلیل تخریب زیستگاه در معرض تهدید است.
۵. وزغ سبز (Bufotes viridis)
ویژگی‌های ظاهری: پوست زبر با رنگ سبز روشن و لکه‌های سیاه. دارای غدد سمی پشت چشم برای دفاع.
زیستگاه: مناطق نیمه‌خشک و شهری در سراسر ایران.
رفتار: بیشتر شب‌زی است و در فصل بارندگی فعال می‌شود.

## قورباغه‌های سمی
قورباغه‌های سمی از جذاب‌ترین و در عین حال خطرناک‌ترین موجودات روی زمین هستند. این دوزیستان کوچک با رنگ‌های درخشان و الگوهای منحصربه‌فرد، سمومی تولید می‌کنند که می‌تواند در عرض دقیقه‌ها کشنده باشد. تنوع این موجودات از جنگل‌های بارانی آمریکای جنوبی تا جنگل‌های مرطوب آمریکای مرکزی گسترده شده است.
این قورباغه‌ها نه تنها از نظر سمیت، بلکه از نظر رفتارهای جفت‌گیری و مراقبت از فرزندان نیز بسیار جالب توجه هستند. بسیاری از گونه‌ها رفتارهای والدینی پیچیده‌ای از خود نشان می‌دهند که در میان دوزیستان کم‌نظیر است.

### قورباغه سمی طلایی (Phyllobates terribilis)
این گونه که به عنوان سمی‌ترین قورباغه جهان شناخته می‌شود، سم کافی برای کشتن 10 انسان بالغ را در خود ذخیره دارد. رنگ زرد درخشان آن در طبیعت به عنوان هشدار به شکارچیان عمل می‌کند.
سم این قورباغه به نام باتراکوتوکسین، یک نوروتوکسین قوی است که بر سیستم عصبی تأثیر می‌گذارد. جالب است بدانید که بومیان امبرا در کلمبیا از این سم برای آغشته کردن نوک تیرهای دمنده خود استفاده می‌کردند.

### قورباغه زهرآگین آبی (Dendrobates azureus)
این گونه با رنگ آبی متالیک درخشان خود یکی از زیباترین قورباغه‌های سمی محسوب می‌شود. برخلاف ظاهر زیبایش، سم آن می‌تواند باعث فلج عضلانی شدید شود.
زیستگاه اصلی این قورباغه در جنگل‌های سورینام است و به دلیل تخریب زیستگاه، جمعیت آن در طبیعت به شدت کاهش یافته است. در اسارت، این قورباغه‌ها معمولاً سمیت خود را از دست می‌دهند.

### قورباغه دارت توت‌فرنگی (Oophaga pumilio)
این گونه کوچک با رنگ قرمز روشن و لکه‌های آبی، یکی از شناخته شده‌ترین قورباغه‌های سمی است. اندازه آن تنها به 1.5 تا 2.5 سانتیمتر می‌رسد، اما سم آن بسیار قوی است.
رفتار والدینی این قورباغه بسیار جالب است. مادران تخم‌های نابارور را به نوزادان خود می‌خورانند تا سم را به آنها منتقل کنند. این یکی از معدود نمونه‌های آموزش سم در دنیای حیوانات است.

### قورباغه دارت سیاه و سبز (Dendrobates auratus)
این گونه با الگوی زیبای سبز متالیک و سیاه خود، یکی از پرطرفدارترین قورباغه‌ها در میان علاقه‌مندان به دوزیستان است. سم آن اگرچه کمتر از گونه‌های دیگر است، اما همچنان بسیار خطرناک محسوب می‌شود.
زیستگاه طبیعی این قورباغه از نیکاراگوئه تا کلمبیا گسترده شده است. برخلاف بسیاری از قورباغه‌های سمی دیگر، این گونه گاهی در مناطق نیمه‌خشک نیز دیده می‌شود.

### سایر گونه‌های قابل توجه
قورباغه فانتاسما با اندازه بسیار کوچک خود (تنها 1 سانتیمتر) یکی از عجیب‌ترین گونه‌هاست. سم این قورباغه از مورفین قوی‌تر است و اثرات روانگردان دارد.
قورباغه کوروبور تنها گونه‌ای است که خودش سم تولید می‌کند و آن را از طریق رژیم غذایی به دست نمی‌آورد. این ویژگی منحصربه‌فرد، این قورباغه را به سوژه‌ای جذاب برای تحقیقات علمی تبدیل کرده است.

### نقش سموم در پزشکی
تحقیقات نشان داده‌اند که سموم قورباغه‌های سمی می‌توانند در تولید داروهای مسکن قوی استفاده شوند. برخی ترکیبات موجود در این سموم تا 200 برابر قوی‌تر از مورفین هستند، بدون اینکه اثرات اعتیادآور داشته باشند.
همچنین مطالعاتی در حال انجام است که نشان می‌دهد برخی سموم قورباغه ممکن است در درمان بیماری‌های قلبی مؤثر باشند. این سموم می‌توانند به عنوان تنظیم کننده کانال‌های یونی در قلب عمل کنند.

### تکامل قورباغه‌های سمی
قورباغه‌های سمی به خانواده Dendrobatidae تعلق دارند و قدمت فسیلی آنها به ۴۰-۴۵ میلیون سال پیش در جنگل‌های بارانی آمریکای جنوبی بازمی‌گردد. تحقیقات ژنتیکی نشان می‌دهد که اجداد اولیه این قورباغه‌ها فاقد سم بودند و این ویژگی به تدریج و در پاسخ به فشارهای محیطی تکامل یافته است.
یکی از جالب‌ترین یافته‌های علمی درباره این موجودات، ارتباط مستقیم بین رنگ‌های هشداردهنده و سطح سمیت آنهاست. مطالعات نشان داده‌اند که گونه‌هایی با رنگ‌های روشن‌تر و الگوهای پیچیده‌تر معمولاً سموم قوی‌تری تولید می‌کنند. این پدیده نمونه‌ای کلاسی از "رنگ‌آمیزی هشداردهنده" در طبیعت است.

### سازگاری‌های تکاملی
سیستم دفاعی قورباغه‌های سمی یکی از پیچیده‌ترین مکانیسم‌های تکاملی در میان مهره‌داران است. این موجودات نه تنها سم تولید می‌کنند، بلکه دارای پوستی خاص هستند که این سموم را بدون آسیب به خودشان ذخیره و ترشح می‌نماید. تحقیقات اخیر نشان داده‌اند که پروتئین‌های خاصی در پوست آنها از جذب سم به بدن خود قورباغه جلوگیری می‌کند.
نکته جالب دیگر در تکامل این موجودات، تغییر در رفتارهای آنهاست. برخلاف بسیاری از دوزیستان که سعی در پنهان شدن دارند، قورباغه‌های سمی رفتارهای آشکاری از خود نشان می‌دهند. آنها اغلب در نور روز فعال هستند و حرکات آهسته‌ای دارند که به شکارچیان فرصت می‌دهد آنها را ببینند و از خوردنشان صرف‌نظر کنند.

### استفاده در شکار در قبایل بومی
بومیان آمریکای جنوبی قرن‌هاست که از سم قورباغه‌های سمی برای شکار استفاده می‌کنند. قبایلی مانند امبرا و نوکاک در کلمبیا، سم را از طریق حرارت دادن پوست قورباغه استخراج کرده و آن را روی نوک تیرهای دمنده خود می‌مالند. این سم می‌تواند یک میمون بالغ را در عرض چند دقیقه از پای درآورد.
تکنیک‌های جمع‌آوری این سم بسیار جالب توجه است. شکارچیان بومی معمولاً قورباغه‌ها را بدون آسیب گرفتن با برگ‌های خاصی می‌گیرند، سپس با چوبی پوست آنها را تحریک می‌کنند تا سم ترشح شود. این سم سپس در ظروف بامبو ذخیره می‌شود و می‌تواند تا چند ماه اثر خود را حفظ کند.

برخی قبایل از سم قورباغه در درگیری‌های بین قبیله‌ای استفاده می‌کردند. گزارش‌های تاریخی حاکی از آن است که سم برخی گونه‌ها مانند Phyllobates terribilis در جنگ‌های محلی به عنوان سلاح به کار می‌رفته است. این سم روی نیزه‌ها و تیرهای جنگی مالیده می‌شد و می‌توانست باعث مرگ سریع دشمن شود.
امروزه اگرچه استفاده نظامی از این سموم کاهش یافته، اما برخی گروه‌های شبه‌نظامی در مناطق دورافتاده آمازون هنوز از روش‌های سنتی برای تهیه سم استفاده می‌کنند. سازمان‌های بین‌المللی در تلاش هستند تا این روش‌ها را منسوخ کنند و جایگزین‌های امن‌تری معرفی نمایند.

### قورباغه‌های سمی در هنرهای بومی
نقوش قورباغه‌های سمی در هنر قبایل آمریکای جنوبی جایگاه ویژه‌ای دارد. این موجودات در سفالگری، بافتنی و نقاشی‌های دیواری به عنوان نمادهای قدرت و حفاظت به تصویر کشیده می‌شوند. در برخی قبایل، تصویر قورباغه سمی روی سپرهای جنگجویان حک می‌شد تا دشمنان را بترساند.
جواهرات ساخته شده از استخوان یا چوب با نقش قورباغه‌های سمی نیز در میان این قبایل رواج دارد. این جواهرات اغلب به عنوان طلسم برای دفع شر و افزایش شجاعت جنگجویان استفاده می‌شده است. امروزه برخی از این طرح‌ها به هنر معاصر راه یافته و در طراحی جواهرات مدرن الهام‌بخش هستند.

### تهدیدات و حفاظت
متأسفانه بسیاری از گونه‌های قورباغه‌های سمی به دلیل تخریب زیستگاه و تجارت غیرقانونی در معرض خطر انقراض قرار دارند. جنگل‌زدایی در آمازون و آلودگی آب‌ها تأثیر مخربی بر جمعیت این موجودات داشته است. برخی گونه‌ها مانند قورباغه سمی طلایی در طبیعت بسیار نادر شده‌اند.
سازمان‌های حفاظت از محیط زیست در حال اجرای برنامه‌های پرورش در اسارت برای نجات این گونه‌ها هستند. در برخی کشورها مانند کلمبیا و کاستاریکا، مراکز ویژه‌ای برای تکثیر و بازگرداندن این قورباغه‌ها به طبیعت ایجاد شده است. آموزش جوامع محلی نیز بخش مهمی از این برنامه‌های حفاظتی است.

## گونه‌ها
۳۷۰۰ گونه از وک‌ها و وزغها در دنیا وجود دارد که به غیر از جنوبگان (قاره قطب جنوب) در همه نقاط دنیا می‌توان آن‌ها را یافت. برخی از آن‌ها عبارت‌اند از:

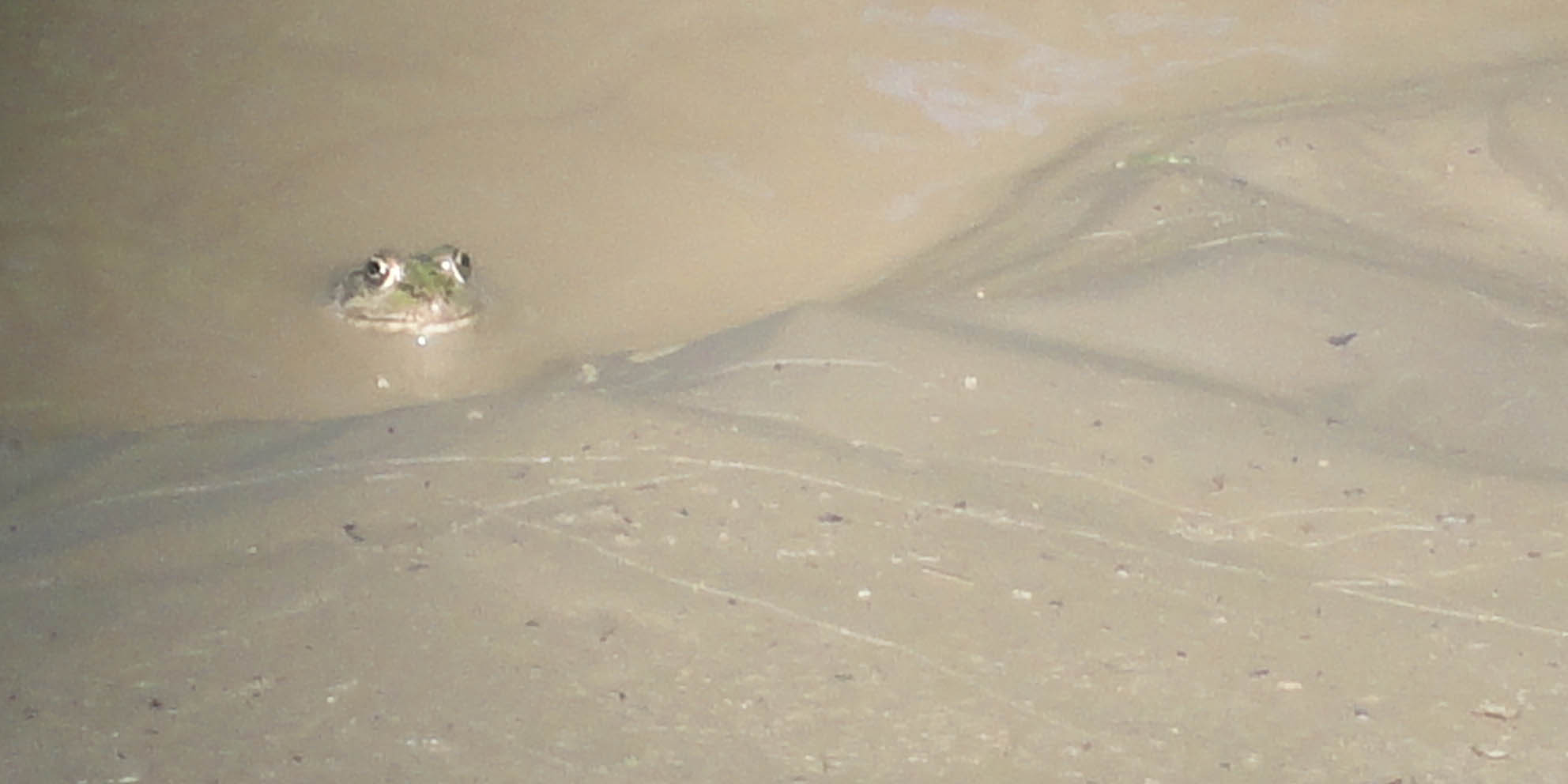
قورباغه در باتلاقی در جنگل‌های نوشهر ایران

- قورباغه سبز
- وزغ سبز
- وزغ بیل‌پای اروپایی
- قورباغه زهرآگین
- ریزغوک
- قورباغه چشم‌طلایی درختی

## نگارخانه

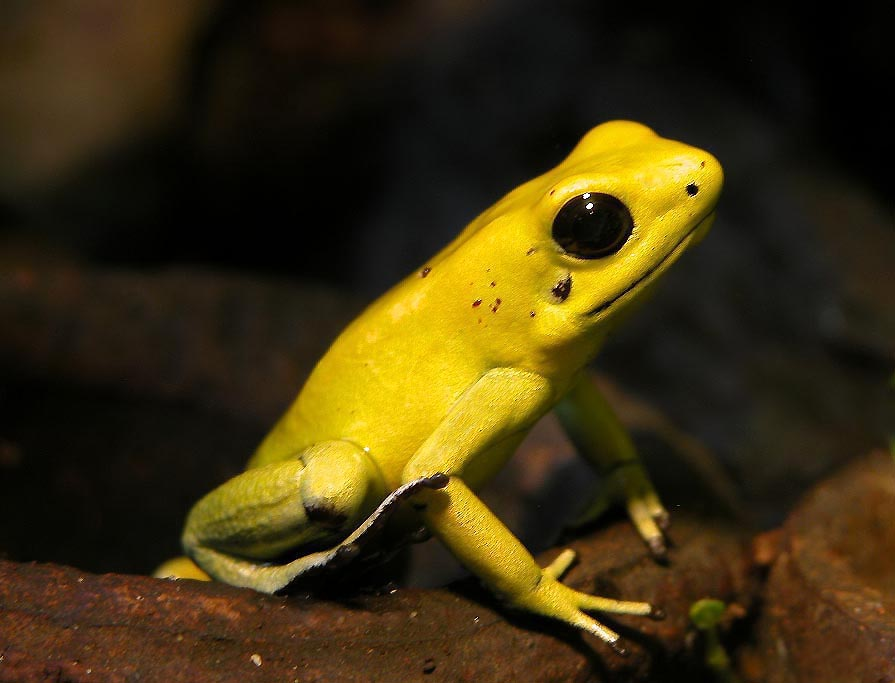
قورباغه سمی طلایی
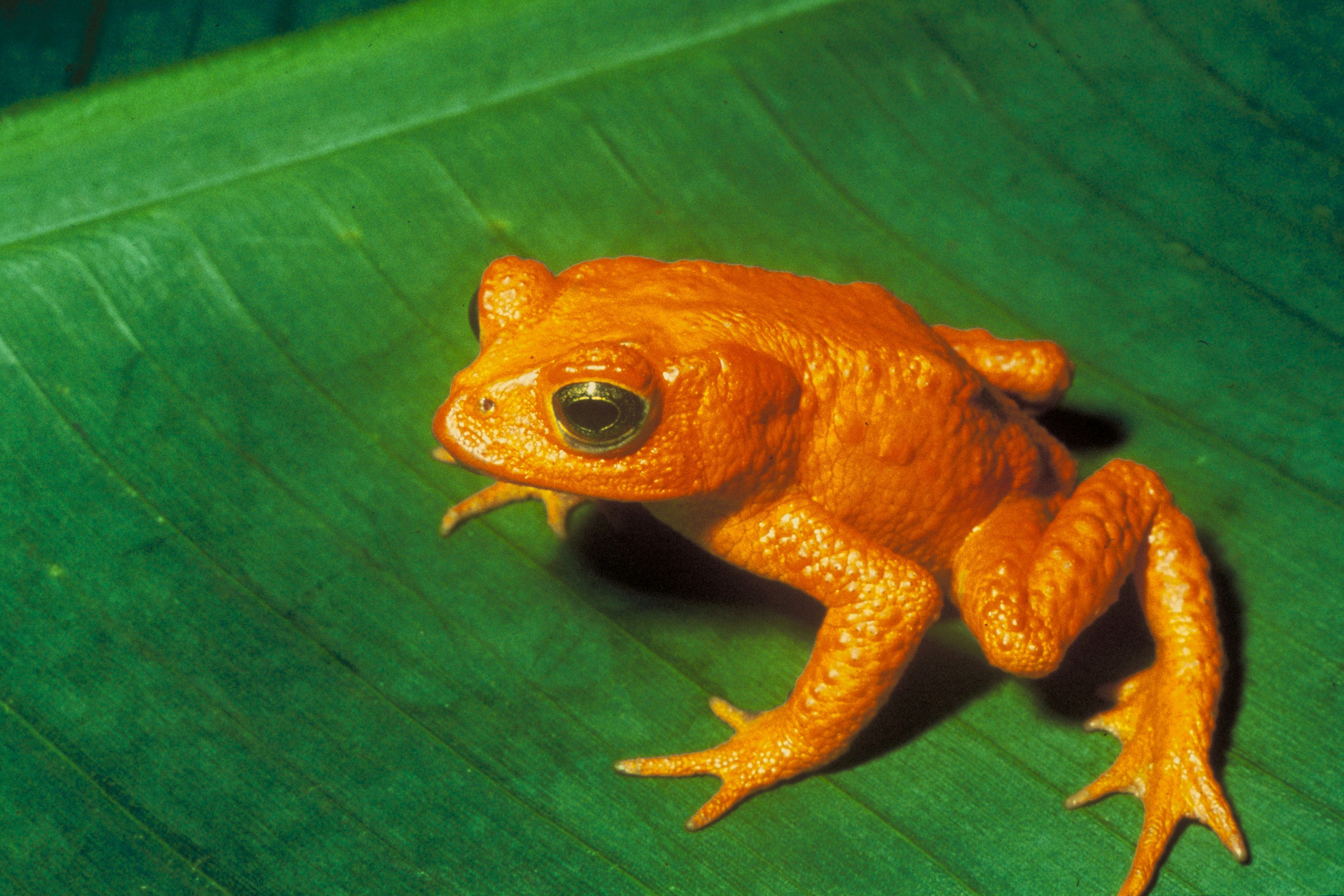
وزغ طلایی
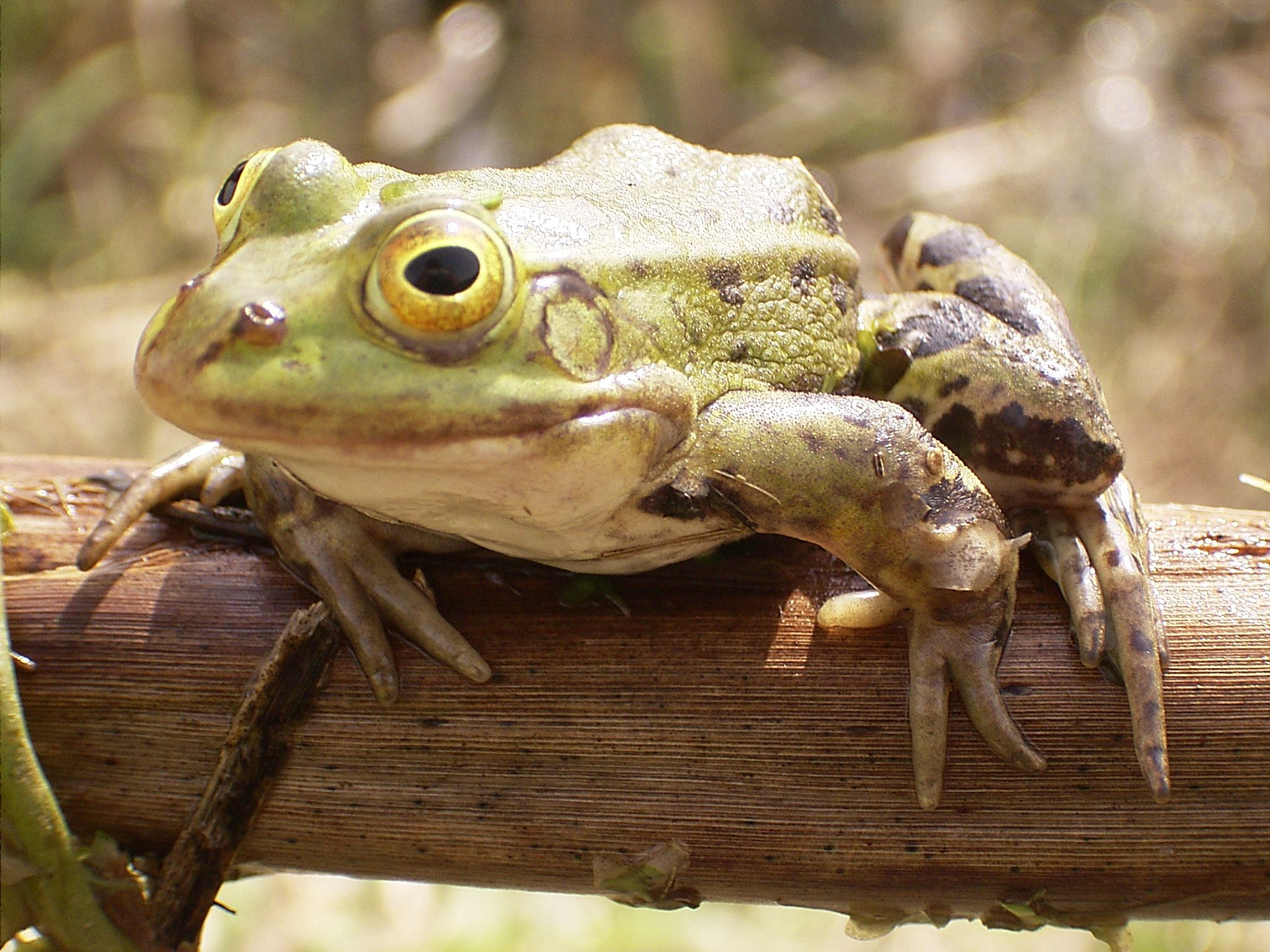
قورباغه‌ای بر شاخه
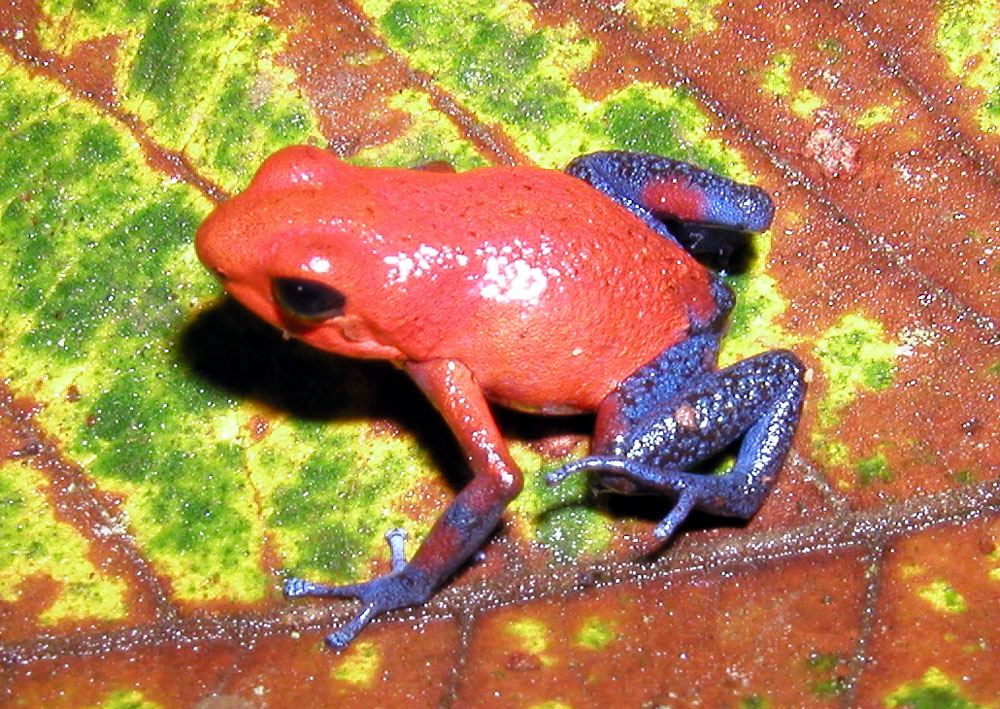
گونه‌ای قورباغه سمی
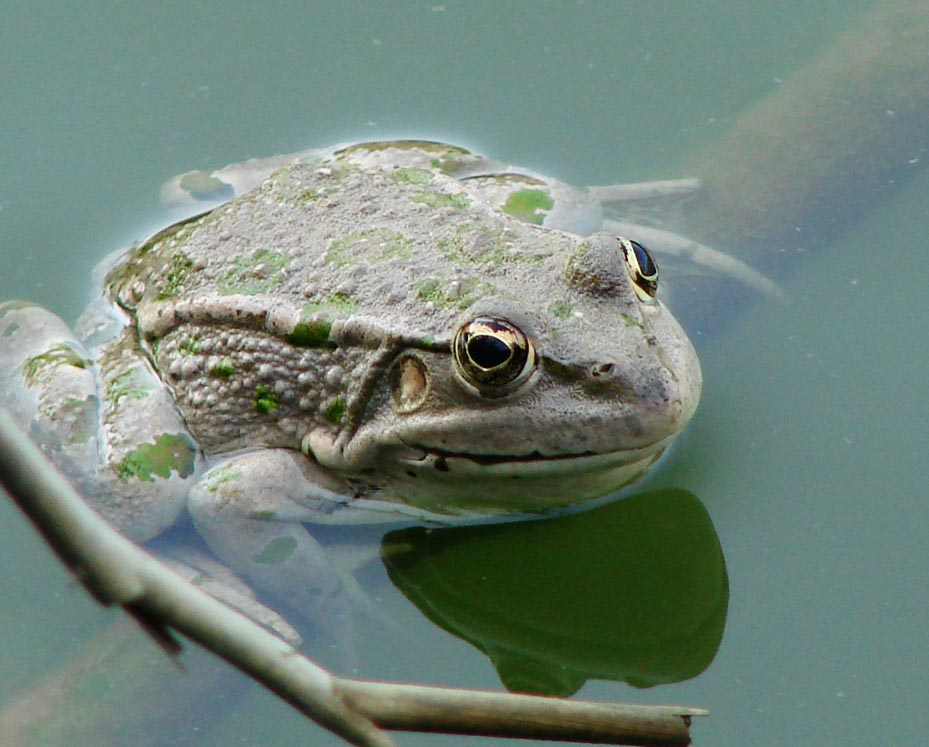
قورباغه‌ای در آب
قورباغه‌ای در مرداب
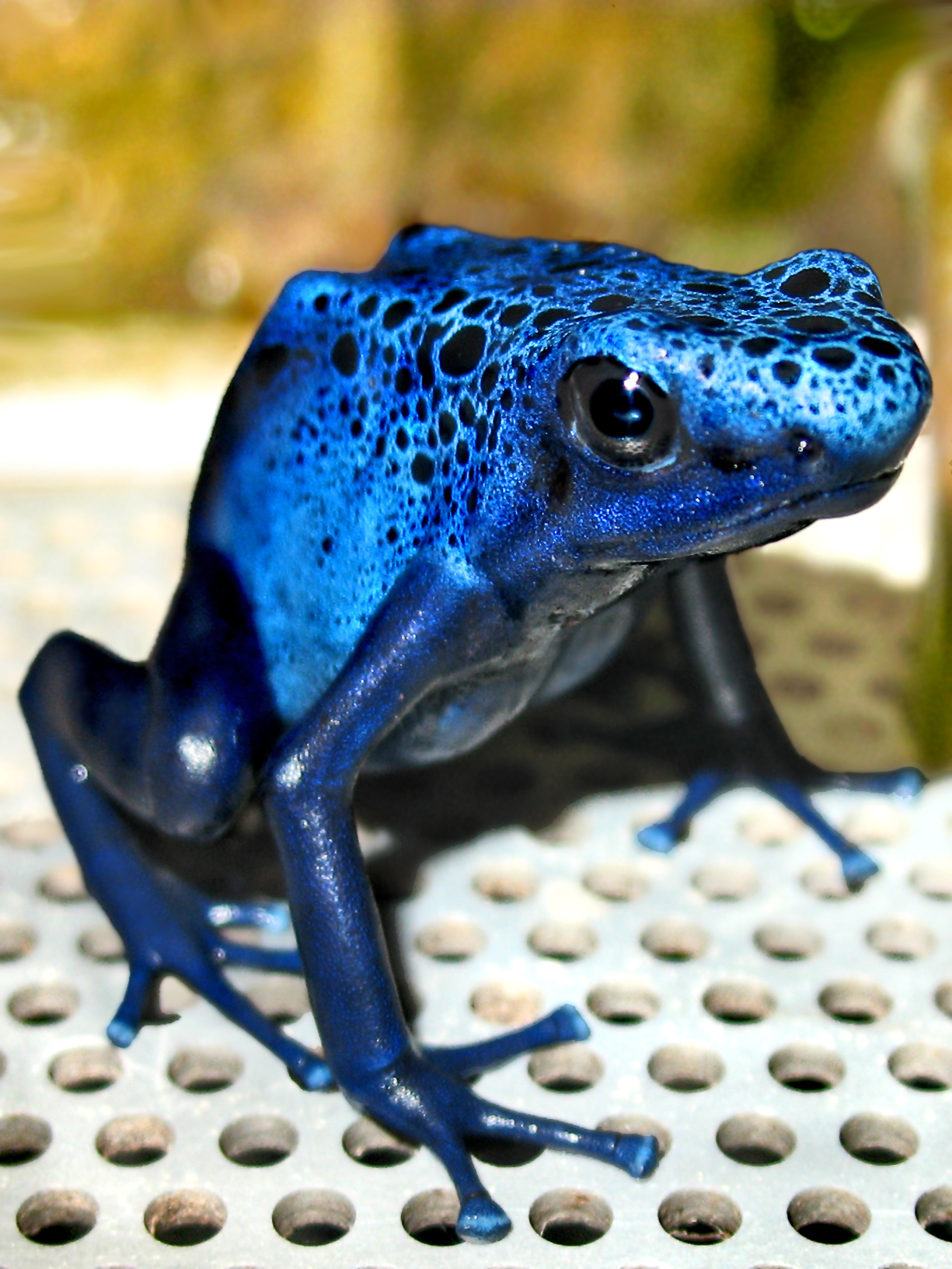
قورباغه نیزه سمی آبی